# Zámecký park v Kunraticích
Zámecký park v Kunraticích je barokní park v pražských Kunraticích přiléhající ke zdejšímu trojkřídlému zámku. Má rozlohu 6 hektarů a je památkově chráněn. Dělí se na dvě části, menší z nich přiléhá k zámku a není zatím veřejně přístupná, druhá jižní, dále od zámku je přistupná a pravidelně parkově upravována. Nachází se zde dětské hřiště, tenisové kurty, dřevěný altánek, památný strom, park je ohraničen zdí a bránami, které jsou na noc uzavírány, veřejná (jižní) část zámeckého parku má 4 veřejné přístupy. Každoročně se zde koná akce Divadlo v parku.

## Historie
Park byl založen v barokním stylu jako součást areálu kunratického zámku. Větší jižní část zámeckého parku slouží od roku 1947 k odpočinku a pořádání kulturních a sportovních akcí. 30. května 1984 zde byl slavnostně otevřen areál s třemi antukovým tenisovými kurty. Předtím se v parku nacházel jeden tenisový kurt vlastněný až do roku 1945 ing. Karlem Korbem z Weidenheimu, který byl založen v 20. století.
Mezi lety 1995 až 2005 zde proběhly úpravy v podobě kácení starých dřevin a sázení nových, podle projektu architekta Šonského. Jako poslední proběhly opravy obvodové zdi, do budoucna se plánuje zpřístupnění severní části zámeckého parku veřejnosti.

## Památná lípa
Lípa srdčitá u brány zámeckého parku v Kunraticích stojí u zadní brány zámeckého parku. Její obvod činí 3,77 m (2013), dosahuje výšky 19 m a stáří se odhadovalo v roce 2016 na 185 let (byla tedy vysazena kolem roku 1830). Strom byl vyhlášen jako památný v roce 1999. Jeho evideční číslo MHMP je 24.